# Lolol Palo Alto Airport
Lolol Palo Alto Airport är en flygplats i Chile.   Den ligger i provinsen Provincia de Colchagua och regionen Región de O'Higgins, i den södra delen av landet, 170 km sydväst om huvudstaden Santiago de Chile. Lolol Palo Alto Airport ligger 87 meter över havet.
Terrängen runt Lolol Palo Alto Airport är varierad. Runt Lolol Palo Alto Airport är det glesbefolkat, med 9 invånare per kvadratkilometer..
Trakten runt Lolol Palo Alto Airport består till största delen av jordbruksmark.